# Christine Mummhardt
Christine Mummhardt (* 27. Dezember 1951 in Dresden, geboren als Christine Walther) ist eine ehemalige deutsche Volleyballspielerin.
Christine Mummhardt war vielfache DDR-Nationalspielerin. Sie nahm zweimal an Olympischen Spielen teil, wobei sie 1976 in Montreal den sechsten Platz belegte und 1980 in Moskau die Silbermedaille gewann. Mit ihren Mannschaftskameradinnen wurde sie im selben Jahr mit dem Vaterländischen Verdienstorden in Bronze ausgezeichnet.
Christine Mummhardt spielte für den SC Dynamo Berlin und wurde zwischen 1972 und 1979 sechsmal DDR-Meister. Außerdem gewann sie 1978 den Europapokal der Pokalsieger.